# 元圣宫
元圣宫是位于北京市顺义区牛栏山地区东门外向北的一座道教廟宇。

## 历史
元圣宫位于顺义区牛栏山镇东门外向北，始建年代不详，明万历丙子年（1576年）重修。元圣宫原名“真武庙”，祀真武大帝。真武又名玄武，而康熙帝名“玄烨”。康熙五十五年（1716年），顺义县知县黄成章为避康熙帝的名讳，将真武庙改名为“元圣宫”。清朝康熙年间，康熙帝第十七子果毅亲王允礼曾来此处，赠“金光宝相”匾额，并题五言绝句“清晨入古寺，初日照高林……”，题对联“片石孤云窥色相，清石皎月照禅心”，赠给该宫的和尚。
该宫原来香火旺盛，附近人家有白事（丧事），均请该宫道士做法事。中华人民共和国成立前，该宫道众尚有六、七十人。
1950年，河北省顺义县初级中学成立，辟该宫为校址。1951年，该校更名为河北省顺义县第一中学。1956年，又创办高中。1958年，改称北京市顺义县牛栏山中学。1963年被确定为北京市重点中学。1978年，该中学再次被列为北京市重点中学。1985年，该中学投资800多万元人民币，兴建了教学楼、教师宿舍、实验室。后来，为了保护元圣宫文物，该中学西移。1998年，该中学更名为北京市顺义牛栏山第一中学，2002年被首批评为北京市示范性普通高中。元圣宫建筑保存完整，被列为北京市文物保护单位。

## 建筑
元圣宫坐北朝南，内有四层大殿。宫内原有石碑7通，部分已被损毁。宫内房屋四十多间，为清朝建筑。宫内还有松、柏、古槐。正殿、后殿及配殿正脊上均有鸱吻，垂脊下端有五兽。该宫四周围墙完整，墙上有脊，瓦垄。该宫主要建筑有：
- 牌楼：仪门前原有木质牌楼一座，后来毁于文化大革命。如今的牌楼是后来集资捐建的。[1]
- 仪门：门外原有汉白玉石狮两座，雕刻十分精美，后来因为有人觊觎石狮，故这对石狮被移放在宫内。门两侧曾经有青石台阶，高于地面，后来由于修建公路，地面乃同门平齐。门内有甬路，由青、黄、白色鹅卵石铺成花卉图。第一进院子的甬路两侧，各有一株古槐。[1]
- 前殿：面阔三间，雕梁画栋。殿两侧有通向后面的甬路。[1]
- 正殿：殿前有月台，月台上有两株侧柏。殿内原供奉真武大帝塑像。殿内东西墙壁上原有佛教故事壁画，后来被白灰蒙住，在2001年的修缮中被发现。殿外西廊心墙上有壁画，其中的天王像十分孔武有力。殿内墙壁上部还有水墨山水画。[1][2]
  - 东、西配殿：殿两侧原来均有配殿，西配殿今存，东配殿已毁，代之立有七座石碑，其中有的石碑已经断裂。石碑中有两座为乾隆年间所立，另有两座为中华民国时期所立。据碑文载，该宫曾在明朝万历年间重修。[1]
- 后殿：面阔五间，前有月台。殿前有一对石狮。殿两侧有耳房。后殿为硬山调大脊黄琉璃绿剪边，金龙玺彩。殿内原供奉玉皇大帝塑像。[1]
  - 东、西配殿：后殿前有东、西配殿。[1]
- 灵塔：庙后原来有灵塔。该庙道士圆寂后，葬在庙后的灵塔内。[1]